# Andrej Vlagyimirovics Grecsin
Andrej Vlagyimirovics Grecsin (oroszul: Андрей Владимирович Гречин, Barnaul, 1987. október 21. –) olimpiai bronzérmes, Európa-bajnok orosz úszó.

## Sportpályafutása
2007 augusztusában, a Bangkokban rendezett nyári egyetemi világjátékokon két aranyérmet nyert.
A 2008-as úszó-Európa-bajnokságon a 4 × 100 méteres vegyes váltó tagjaként aranyérmet szerzett, 3:34,25-es idejükkel új Európa-csúcsot elérve. A 2009 áprilisában rendezett orosz bajnokságon 48,21 másodperces eredményével megdöntötte az országos csúcsot 100 méteres gyorsúszásban, amelyet 1994-ben Alekszandr Popov állított fel.
A 2009-es úszó-világbajnokságon a 4 × 100 méteres gyorsváltó tagjakét ezüstérmet szerzett, 0,31 másodperccel az új olimpiai rekordot úszó, Michael Phelpset is soraiban tudó amerikai váltó mögött célba érve.
A Magyarországon rendezett 2010-es úszó-Európa-bajnokságon újabb kontinensbajnoki aranyérmet szerzett a 4 × 100 méteres gyorsváltó tagjaként. Az egyéni versenyekben az 50 méteres és a 100 méteres gyorsúszószámokban a 4. és az 5. helyen végzett.
Pályafutása során három olimpián vett részt, 2012-ben, Londonban ezüstérmes volt a 4 × 100 méteres gyorsváltó tagjaként.
2017. október 31-én, néhány nappal a 30. születésnapja után bejelentette, hogy felhagy a versenyszerű sportolással.